# Raïon d'Atchkhoï-Martan
Le raïon d'Atchkhoï-Martan (en russe : Ачхо́й-Марта́новский райо́н; en tchétchène : Тӏехьа-Мартанан кӀoшт) est l'un des 15 raïons de Tchétchénie.